# マンガリッツァ

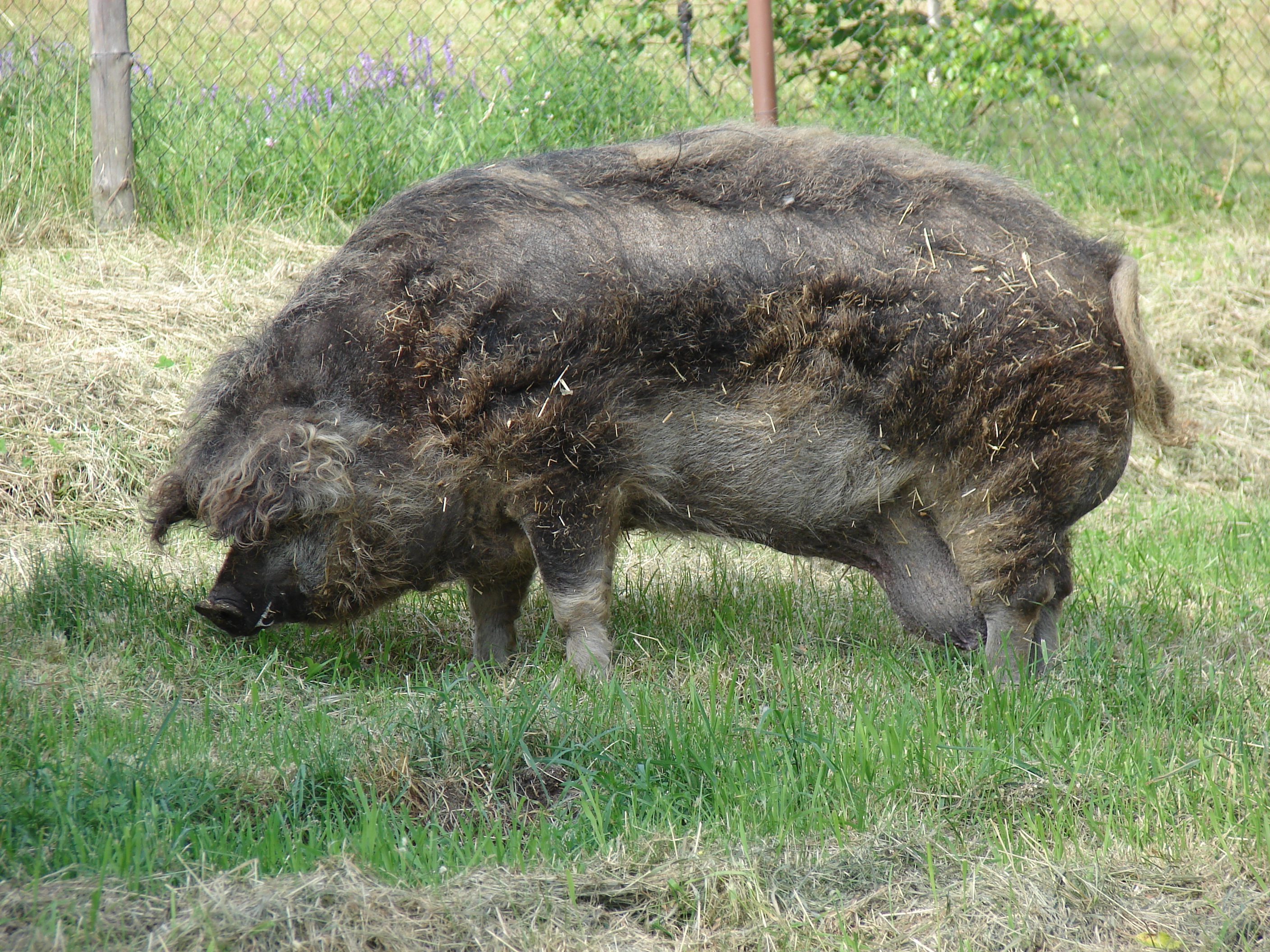
マンガリッツァ

マンガリッツァ（洪: Mangalica、英: Mangalitza、米: Mangalitsa）は、品種改良により1833年に生み出されたハンガリー固有の希少種のブタのこと。20世紀初めには約1千万頭飼われていたが、1991年には191頭まで激減した。その後は国を挙げての保護策で絶滅の危機を免れ、2004年にはハンガリーの国宝に指定された。2017年には、5万頭程度に回復した。

## 概要
全身が羊のような毛で覆われているため、別名「ウーリーピッグ（毛むくじゃらの豚）」とも呼ばれている。毛の色によって、金（ブロンド）、赤（レッド）、黒（ブラック）と3種類に分類することができ、黒い鼻の淵、口元、蹄を持っているのが特徴である。
マンガリッツァの肉はピック社などが販売を手掛けている。ハンガリーの高級料理店「グンデル（Gundel）」を始めとして、ドイツの三ツ星レストラン「ビクターズ（Victor's Gourmet-Restaurant Schloss Berg in Perl）」やウィーンの「ツム・ヴァイセン・ラウフファングケーラー（Zum Weissen Rauchfangkehrer）」などで使用されている。
日本ではピックサラミハンガリー社（東京都）などが取り扱っているほか、日本国内で飼育されている事例もある（後述）。

## 系統
以下に、マンガリッツァの系統の特徴を記す。
ブロンドマンガリッツァ
現存する系統では原種に近い。白毛に黄色がかった色の巻き毛が特徴。
レッドマンガリッツァ
カルパチア盆地で飼育されているサロンタ豚（Szalontai）とブロンド系統とを掛け合わせ、1910年頃に誕生した品種。1933年までには、31頭のメスのみになるなど、絶滅に瀕していたが、その後、ゆっくりとだが増えてきている。
ブラックマンガリッツァ
絶滅したといわれている。
スワローベリーマンガリッツァ
ブラック系統とブロンド系統とを掛け合わせた品種。レッド同様に1933年には32頭のメスのみになるなど、絶滅に瀕していた。こちらも増えてきている。
黒毛で腹は白い。

## 飼育方法

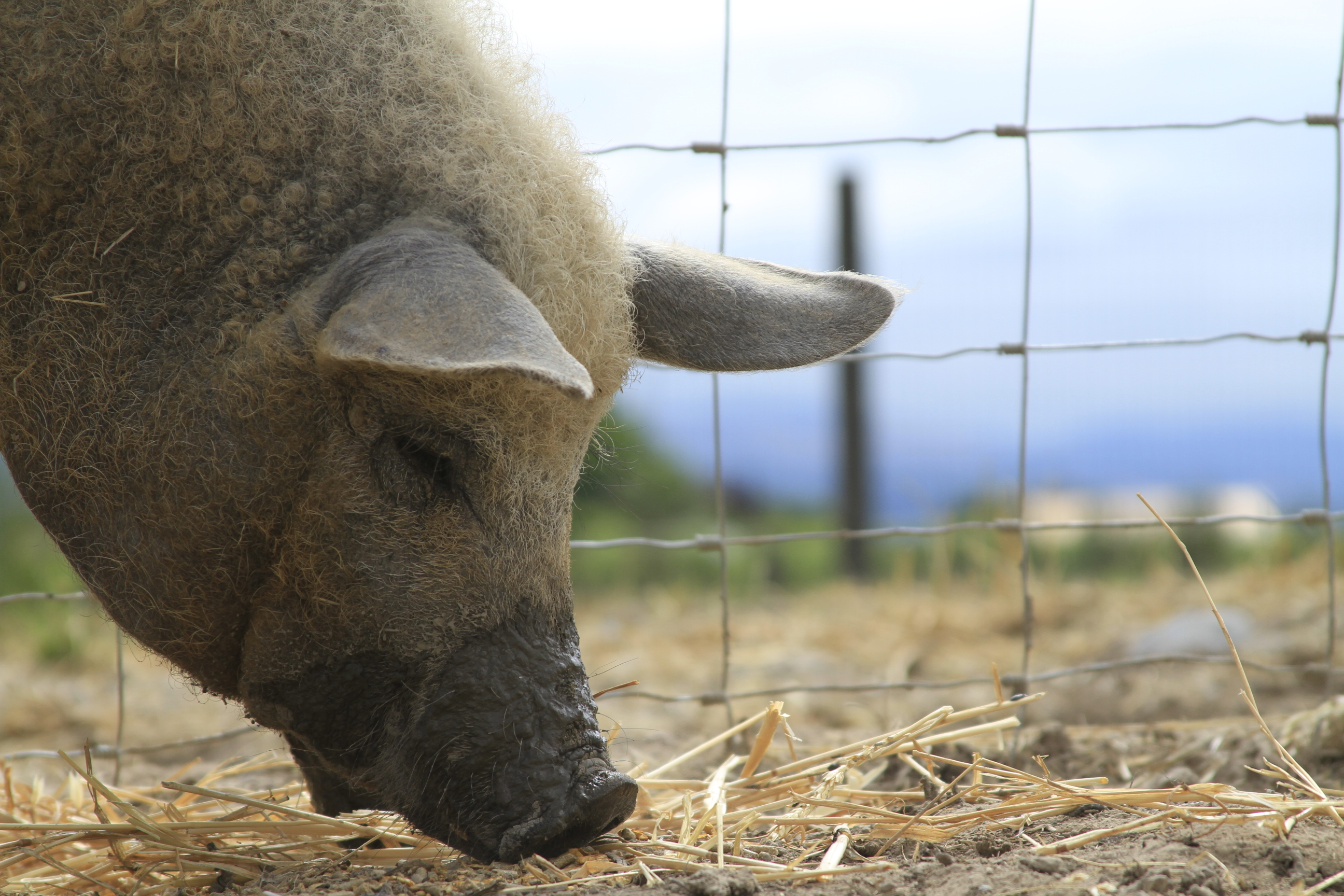
給餌中のマンガリッツァ
カリフォルニア北部ウィンクラー・ウーリーピッグズ・ファーム（Winkler Wooly Pigs Farm）にて

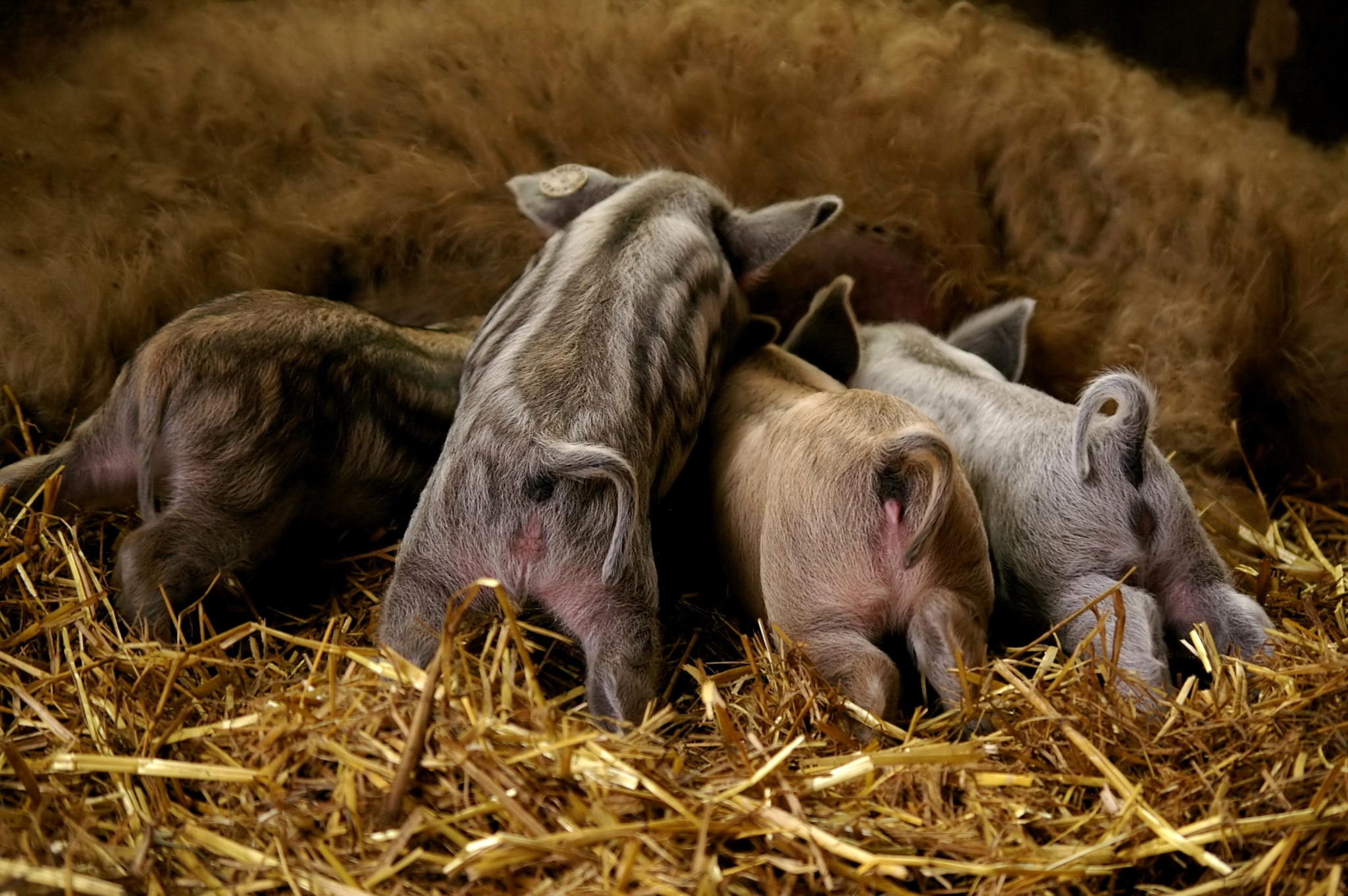
マンガリッツァの仔豚にはウリ坊と同様の模様がある
（ドイツ・ミュンスターラント）
なお、この仔豚は月齢約1か月。

マンガリッツァはその見た目だけでなく、飼育方法にも特徴がある。放牧による自然環境のもと、トウモロコシ、ドングリ、カボチャ、テンサイ、小麦といった自然飼料によって肥育される。夏は水浴びをし、冬はマイナス30度の環境にも耐える丈夫な体をもっている。ハンガリーでは血統証明書付きで管理されている。

## 特色
一般の豚肉よりも霜降りの率が高い。また肉の色が赤褐色で濃く、牛肉に良く似た肉質である。コレステロールの原因となる飽和脂肪酸の量が少ないためヘルシーで、消化にも良いとされている。
一般の豚肉に比べ40〜55％も多くの豊富なビタミンと、チアミン、リボフラビン、更に亜鉛や鉄といったミネラルが含まれており、老化防止に良いとされる抗酸化酵素も多く含まれている。食味が良く、猪肉のようなにおいもほとんどない。脂肪分が一般の豚肉より低温で溶けることも特色であるため、調理しても柔らかく仕上がる。

## 日本における飼育
- 富士農場サービスグループ（静岡県）が2016年に英国から導入した。種豚場でもある同グループでは血統の登記管理を行っており、同グループで飼育されているマンガリッツァが国内登記第一号となった[6]。
- ハンガリーと近い緯度に位置する北海道中川郡幕別町の十勝ヒルズでは、2016年（平成28年）にハンガリーより純血のマンガリッツァ豚を購入し、一般公開を行うとともに繁殖と飼育を進めた[7][8][9]。繁殖と飼育は成功し、2018年（平成30年）より十勝ロイヤルマンガリッツァ豚のブランド名で出荷を開始している[8]。
- しまざき牧場（神奈川県）が2016年（平成28年）に輸入した種豚150頭程度を宮城県で飼育し、2017年（平成29年）からハムなどを出荷している[1]。